# Elecciones estatales de Aguascalientes de 1986
Las Elecciones estatales de Aguascalientes de 1986 se llevaron a cabo el domingo 5 de octubre de 1986, y en ellas se renovaron los siguientes cargos de elección popular en el estado mexicano de Aguascalientes:
- Gobernador de Aguascalientes. Titular del Poder Ejecutivo del estado, electo para un periodo de seis años, sin derecho a reelección. El candidato electo fue Miguel Ángel Barberena Vega.
- 16 diputados del Congreso del Estado. 12 electos por mayoría relativa y 4 designados mediante representación proporcional para integrar la LIII Legislatura.
- 9 Ayuntamientos. Compuestos por un presidente municipal y sus regidores, electos para un periodo de tres años.

## Resultados

### Gobernador
|  | 69.70 % |

|  | 17.68 % |

|  | 5.01 % |

|  | 3.02 % |

|  | 1.14 % |

|  | 0.59 % |

|  | 0.32 % |

|  | 0.28 % |

|  | 97.88 % |

|  | 1.81 % |

### Congreso del Estado de Aguascalientes
|  | 69.89 % |

|  | 16.78 % |

|  | 5.48 % |

|  | 3.28 % |

|  | 1.47 % |

|  | 0.89 % |

|  | 0.39 % |

|  | 0.29 % |

|  | 1.40 % |

|  | 100 % |

### Ayuntamientos
|  | 70.02 % |

|  | 17.04 % |

|  | 4.17 % |

|  | 3.14 % |

|  | 1.57 % |

|  | 0.76 % |

|  | 0.31 % |

|  | 0.28 % |

|  | 97.24 % |

|  | 2.76 % |